# تحليل الويب

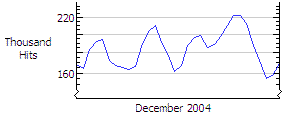

تحليلات الويب هو قياس وجمع وتحليل والإبلاغ عن البيانات على الإنترنت لأغراض فهم وتحسين استخدام شبكة الإنترنت. تحليلات الويب ليست مجرد أداة لقياس حركة المرور على الإنترنت فقط بل هي أيضا أداة للأبحاث التجارية وأبحاث السوق والتسوق. كما يمكن لتحليلات الويب قياس نتائج وفعالية الحملات الإعلانية التقليدية والمطبوعة التي تقوم بها الشركات. كما تستخدم في تقدير حجم تغيير حركة المرور على الموقع بعد إطلاق حملة إعلانية جديدة. والبيانات التي توفرها عن عدد زوار صفحات الويب المختلفة تساعد في تحديد مدى شعبية الصفحات والتي تساعد على القيام بأبحاث السوق وتحديد اتجاهات التسوق.
هناك نوعين من تحليلات الويب: تحليلات خارج الموقع وتحليلات على موقع الويب.
- تحليلات خارج الموقع هي تحليلات تشير إلى قياس وتحليل بغض النظر عما إذا كنت تملك أو تستثمر موقعا على شبكة الإنترنت. وتشمل قياس الجمهور المحتمل لولوج الموقع فرصة)، الحصة المحتملة من صوت (الظهور)، ودرجة انتشارها في الثرثرة (أي التعليقات) بالنسبة لما يحدث على شبكة الإنترنت ككل.
- تحليلات على موقع الويب تقيس رحلة الزائر على موقع الويب الخاص بك. وهذا يتضمن برامج تشغيل وتحويل تثبت في الموقع. على سبيل المثال، تقوم هذه البرامج بتحليل خواص الصفحات التي تقنع المتصفح بإجراء عملية شراء. كما تقوم بتحليلات تقيس أداء موقعك في المجال التجاري. ويتم عادة باجرا مقارنات للمعطيات المجمعة مع مؤشرات الأداء الرئيسية. وتستخدم النتائج في تحسين موقع على شبكة الإنترنت أم تحديد الحملات التسويقية المطلوبة لجذب الجمهور.

والمتعارف عليه تاريخيا أن يدل مصطلح «تحليلات الويب» على «تحليلات على موقع الويب» أكثر من النوع الأخر. ولكن في السنوات الأخيرة أصبح هذا الأمر غير واضح، ويرجع السبب أساسا للبائعين الذين ينتجون برمج وأدوات توفر وتحلل النوعين.